# Le Noël où tout a changé

 Le Noël où tout a changé (Kristin's Christmas Past) est un téléfilm de Noël américain réalisé par Jim Fall et diffusé le 23 novembre 2013 sur Lifetime.

## Synopsis
Séparée de sa famille et seule la veille de Noël, Kristin, trente-quatre ans, se réveille le matin de Noël dix-sept ans plus tôt, pour revivre le pire Noël de sa vie. Agissant comme le mentor de sa version jeune, Kristin a désormais l'opportunité de changer les choses – ce qui semble impossible, car elle est séparée de sa mère, Barbara.

## Fiche technique
- Titre original : Kristin's Christmas Past ou Last Chance Holiday
- Réalisation : Jim Fall
- Scénario : Rachel Stuhler
- Musique :
- Durée : 83 minutes
- Pays :  États-Unis
- Date : 2013

## Distribution
- A. J. Langer (VF : Céline Ronté) : Debby
- Courtney Henggeler (VF : Isabelle Langlois) : Sophia
- Debby Ryan : Haddie
- Elizabeth Mitchell (VF : Dominique Vallée) : Barbara
- Hannah Marks (VF : Adeline Chetail) : Kristin à 17 ans
- Judd Nelson (VF : Philippe Peythieu) : Glenn
- Shiri Appleby (VF : Barbara Beretta) : Kristin
- Will Kemp (en) : Jamie à 36 ans